# Gunther Hessel

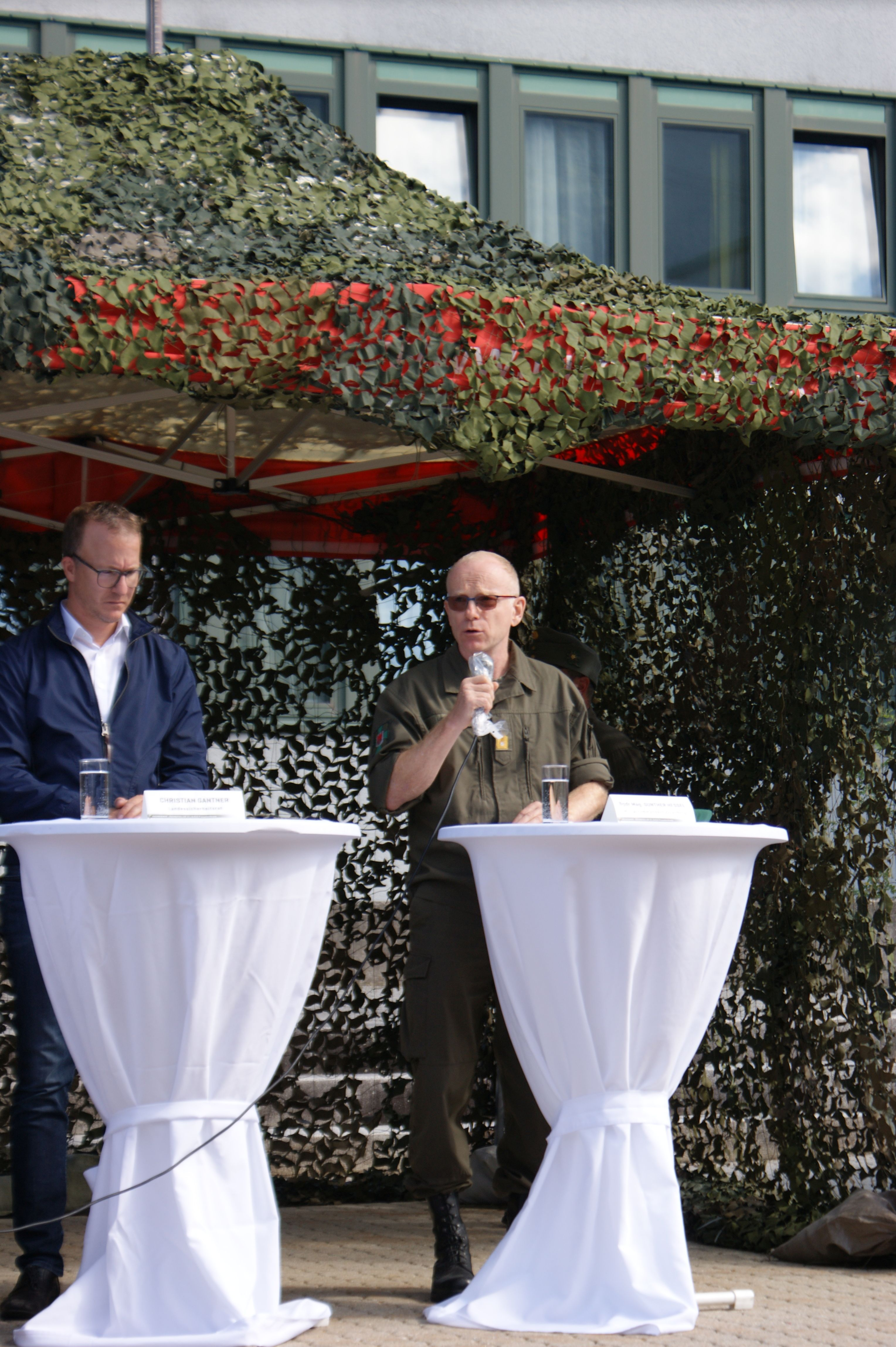
Gunther Hessel (rechts) mit Landesrat Christian Gantner (2020)

Gunther Hessel (* 7. Februar 1966 in Maria Alm (Salzburg)) ist ein Brigadier des österreichischen Bundesheeres und seit dem Jahr 2020 Militärkommandant des Militärkommandos Vorarlberg.

## Militärische Laufbahn

### Ausbildung und erste Verwendungen
Nach der Matura absolvierte er von 1986 bis 1989 die Theresianische Militärakademie in Wiener Neustadt. Anschließend folgten mehrere Kommandantenfunktionen unter anderem an der Jägerschule Saalfelden, der Militärakademie, als Kompaniekommandant 1./ Jägerbataillon 29, 1994 bis 1996 als Kommandant der Lehrkompanie KdoFMB3.

### Dienst als Stabsoffizier
Von 2000 bis 2003 absolvierte er den 16. Generalstabslehrgang an der Landesverteidigungsakademie in Wien, um danach stellvertretender Kommandant und Chef des Stabes der 1. Jägerbrigade in Eisenstadt zu werden. Von 2006 bis 2007 war er Chef des Stabes und stellvertretender Kommandant des Aufstellungsstabes der Heerestruppenschule, von 2007 bis 2008 Karenzierung. Von 2009 bis 2012 war Hessel als Stabsoffizier in Brüssel eingesetzt und leitete anschließend das Projekt sowie die Weiterentwicklung der Schul- und Akademiestrukturen im Bundesheer. Von 2016 bis 2020 war er als Verbindungsoffizier bei der Bundeswehr in Potsdam eingesetzt.

### Dienst im Generalsrang
Am 30. Januar 2020 wurde er durch Verteidigungsministerin Klaudia Tanner zum Brigadier befördert und gleichzeitig zum Militärkommandant von Vorarlberg ernannt. Er folgte damit dem langjährigen Kommandanten Ernst Konzett.

### Auslandseinsätze
- 1997 im Rahmen der UNDOF Mission auf den Golanhöhen im Grenzgebiet Israel / Syrien[3]

## Privates
Gunther Hessel hat zwei Kinder.